# Astika et nastika
Astika (IAST: āstika ; devanāgarī: आस्तिक) et nastika (IAST: nāstika ; devanāgarī: नास्तिक) sont des termes sanskrits employés pour qualifier des écoles de philosophie indienne et ceux qui s'y rattachent, en fonction de leur acceptation ou négation d'un principe transcendant divin. Nastika signifie « quelqu'un disant: 'il n'est pas' », 'na-asti'. Il est appliqué en orthodoxie hindouiste pour désigner les athées et les écoles qui ne reconnaissent pas l'autorité des Védas, comme le bouddhisme, le jaïnisme, et le charvaka. Pour des jaïns tels Haribhadra, ce sont les charvakas qui sont nastika. Le terme nāstika (non āstika) est par ailleurs l'un des synonymes de Cārvāka.

## Historique
L’une des mentions les plus anciennes des termes nastika et astika se trouve dans la grammaire de Panini, sans que ceux-ci soient définis. Ce n’est qu’au VIIe siècle que les commentateurs Jayaditya et Vamana définiront ces termes dans leur commentaire, la Kāśikā-vṛtti : « L’āstika est celui qui croit que ‘il existe un autre monde’ et le nāstika est celui qui croit qu’ ‘un autre monde n’existe pas’ ».  Les sens de "dénigreur du Véda" et d’"athée" viendront plus tard. Nastika, terme sanskrit, est employé au sens d'athée dans les langues modernes (Hindi, Bangla, Marathi). Le terme ‘nastika’ est également employé deux fois dans les Lois de Manu, le plus connu des traités de loi : « Tout ‘deux-fois-né’ (dvija) qui méprise les deux racines (shruti et smriti) sur la base de la science de la logique devrait être exclu en tant que nāstika, insulteur du Véda ». Medhâtithi, un commentateur du IXe siècle de ce texte explique cette phrase en affirmant que la science de la logique se réfère « aux œuvres des natiskas, c’est-à-dire des bouddhistes, charvakas, etc., dans lesquels il est proclamé encore et encore que le Veda est contraire au dharma ». Bouddhistes et jaïns considéraient les sacrifices védiques comme contraires au dharma, à la morale et au principe de non-violence (ahimsa), mais ils n’étaient pas les seuls. Les tenants de la philosophie samkhya et yoga dénonçaient également la violence des sacrifices animaux.
Les jaïns définissent le nastika comme quelqu’un qui ne croit pas au bien et au mal (c'est-à-dire à la loi du karma), à un au-delà ou/et à un soi (comme les bouddhistes, qui ne croient pas à un soi).